# 홍기훈
홍기훈(1968년 10월 3일~)은 대한민국의 희극 배우, 연기자이다. 충청북도 괴산 출생이며, 충청남도 대전에서 성장
하였다. 1990년 연극배우 활동을 시작하였고, 1993년 MBC 문화방송 개그콘테스트로 코미디언으로 데뷔하였다.

## 학력
- 대전동신중학교 졸업(1984년)
- 대전상업고등학교 졸업(1987년)
- 배재대학교 호텔경영학과 학사(1994년 - 87학번)

## 출연작품

### 텔레비전 프로그램
- 《TV는 사랑을 싣고》(KBS1)
- 《일요일 일요일 밤에》(MBC)
- 《웃으면 복이 와요》(MBC)
- 《오늘은 좋은날》(MBC)
- 《젊음의 다섯마당》(MBC)
- 《말 좀 합시다》(MBC)
- 《토요일 토요일은 즐거워》(MBC)
- 《TV 열린내각》(MBC)
- 《코미디 인생극장》(MBC)
- 《유쾌한 오락회》(MBC)
- 《열전! 코미디 한마당》(MBC)
- 《콤비 콤비》(MBC)
- 《테마게임》(MBC)
- 《테마극장》(MBC)
- 《코미디 테마극장》(MBC)
- 《코미디 대행진》(MBC)
- 《월드컵 2002 퀴즈쇼》(MBC)
- 《뽀뽀뽀》(MBC)
- 《웃는 세상 좋은 세상》(MBC)
- 《행복충전 유쾌한 일요일》(MBC)
- 《웃는 날 좋은 날》(MBC)
- 《여기는 코미디본부》(MBC)
- 《개그사냥》(MBC)
- 《코미디 닷컴》(MBC)
- 《코미디하우스》(MBC)
- 《환상기담》(MBC 에브리원)
- 《절친 노트》(SBS)
- 《세바퀴》(MBC)
- 《해피투게더 시즌3》(KBS2)
- 《유재석, 김원희의 놀러와》(MBC)
- 《신동엽, 신봉선의 샴페인》(KBS2)
- 《남자의 자격》(KBS2)
- 《웃고 또 웃고》(MBC)
- 《황금어장 라디오스타》(MBC)

### 시트콤
- 《여자 대 여자》(MBC)

### 텔레비전 드라마
- 《내일을 향해 쏴라》(MBC)
- 《눈으로 말해요》(MBC)
- 《멋진 친구들 Ⅱ》(KBS2)
- 《행복합니다》(SBS)
- 《세남자 2009》(tvN)

### 영화
- 2006년 《구세주》 ... 안 하사 역
- 2007년 《만남의 광장》 ... 달수 역
- 2009년 《돌멩이의 꿈》 ... 형사과장 역

### 연극
- 《수난 이대》 ... 박진수 역(주연)

## 광고
- 오리온 고래밥
- 팔도 빅3
- 해태제과 아이싱
- 대상 미트랑햄버그스테이크
- 부일시티폰 부일이동통신
- 해태제과 왕 시모나
- 대통물회

## 수상 경력
- 1993년 MBC 개그콘테스트 대상
- 1994년 MBC 방송대상 코미디부문 신인상
- 1995년 MBC 코미디대상 우수상
- 1996년 MBC 코미디대상 최우수상
- 1998년 MBC 코미디대상 인기상
- 1999년 MBC 코미디대상 인기상
- 1999년 MBC 코미디대상 공로상